# 최진주 (1997년)
최진주(1997년 3월 20일 ~)는 대한민국의 피겨스케이팅 선수다.

## 방송
- 김연아의 키스 & 크라이 (2011) - 6위